# Cascabela thevetioides
Espèce
Statut de conservation UICN

 NT  : Quasi menacé
Cascabela thevetioides (synonyme : Thevetia thevetioides) est une espèce de plantes dicotylédones de la  famille des Apocynaceae, sous-famille des Rauvolfioideae, endémique du Mexique. C'est un petit arbuste pouvant atteindre 12 mètres de haut.
Noms vernaculaires : « cascabel » en nahuatl, yoyote, joyote, fraile, calaveritas, canchule, cobalonga.

## Étymologie
Le nom générique, Cascabela, dérive du terme espagnol « cascabela », signifiant « petite cloche » en référence à la forme de la fleur.
L'épithète spécifique, thevetioides, est un hommage à André Thevet (1502-1592), explorateur français qui voyagea au Brésil et en Guyane.

## Synonymes
Selon The Plant List (21 septembre 2020) :
- Cerbera thevetioides Kunth
- Thevetia humboldtii Voigt
- Thevetia thevetioides (Kunth) K.Schum.
- Thevetia yccotli A.DC.

## Description
Cascabela thevetioides est un arbuste ou un petit arbre, ramifié, vivace, pouvant atteindre 10 à 12 mètres de haut, secrétant une sève laiteuse, aux jeunes branches peu pubescentes. 
Les feuilles persistantes, alternes, vert foncé, brillantes, linéaires-oblancéolées, mesurant 10 à 15 cm de long sur 1 à 2 cm de large, acuminées à l'apex et atténuées à la base, sont glabres ou quasi-glabres à la face supérieure (adaxiale), finement pubérulentes ou rarement glabres à la face inférieure (abaxiale). Les nervures secondaires sont bien visibles sur les deux faces. On compte de 30 à 45 paires de nervures. Le pétiole, pubescent, fait de 1 à 5 mm de long,.

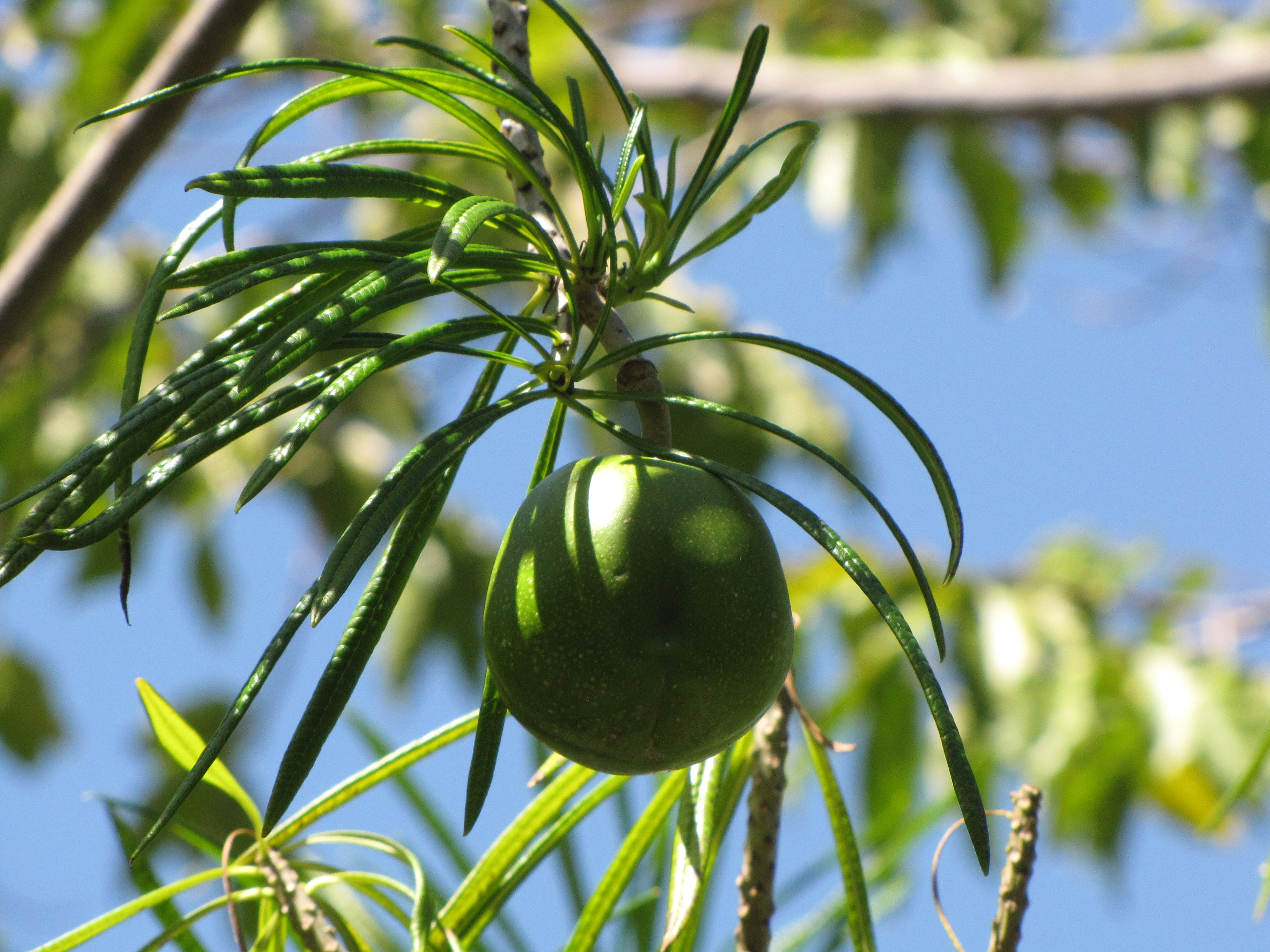
Fruit.

L'inflorescence, longue de 10 à 16 cm, regroupe de 8 à 18 fleurs. Elle est portée par un pédoncule glabre, de 6 à 21 mm de long, muni à la base de bractées foliacées, de 4 à 11 mm de long, ovales-lancéolées, glabres sur les deux faces, avec des colléters sur la base adaxiale. 
Les sépales sont ovales-lancéolés, foliacés, pubescents ou glabres sur les deux faces, avec 10 à 20 colléters sur une ou deux rangées. 
La corolle, de couleur jaune brillant, forme un tube de 80 à 100 mm de long. La partie inférieure, glabre à l'extérieur, présente des poils rétrorses à l'intérieur ; la partie supérieure présente des lobes de 30 à 55 de long, obliquement oblongs-obovales, étalés, à la marge faiblement ciliée. 
Les anthères ont 1,5 à 2,8 mm de long. Le pistil présente un disque nectarifère de 2,0 à 3,0 mm, complètement soudé, lobé à l'apex. 
Le fruit est une drupe subglobuleuse, de 30 à 45 mm de large sur 30 à 65 mm de long, glabre, noire, à l'endocarpe pierreux. Les graines oblongues, blanc à jaunâtre, font 15 à 20 mm de long.
L'espèce fleurit et porte des fruits pratiquement toute l'année. Chacune de ses fleurs hermaphrodites ne dure qu'une journée.

## Distribution et habitat
L'aire de répartition originelle de Cascabela thevetioides s'étend dans le sud du Mexique (États de Guanajuato, Guerrero, Hidalgo, Mexico, Michoacán, Morelos, Oaxaca, Puebla, Querétaro).
L'espèce se rencontre dans les forêts caducifoliées tropicales des cordillères mexicaines entre 0 et 2300 m d'altitude.

## Utilisation
Les graines étaient utilisées comme amulettes et comme instruments de musique à percussion dans certains rituels religieux. Elles sont toxiques car elles contiennent des glucosides comme la thévétine et la cerbérine.
La plante est largement cultivée comme plante ornementale dans le sud des États-Unis (Arizona, Californie, Floride notamment) et à Hawaï, ainsi que dans la plupart des régions tropicales du monde.